# 童話を胸に抱きしめて
『童話を胸に抱きしめて』（どうわをむねにだきしめて）は小林弘利のジュブナイルファンタジー小説。挿絵イラストは大嶋繁が担当。集英社コバルト文庫刊。
発刊に当たっては「スーパーファンタジー」というジャンルも称されたが、スーパーファンタジー文庫からの発刊ではない。

## ストーリー
突然人類に突きつけられた太陽の消滅、そして氷河期への突入。そんな悲劇的な状況の中、自分たちが出来る事、なすべき事を描く。1巻では太陽消滅が数年後に起こるという事実を知った人々の葛藤から始まり、最後は最後の夕焼けを見ながら作り上げなければならない新しい未来に思いを馳せる登場人物を描く。2巻では氷河期に突入した地球上で、半年間だけの朝を与える人工太陽「目覚まし時計」を巡る物語。
3巻では「目覚まし時計」の下、本当の太陽「イレブン」を作る為に動き出す人々の物語。完結編の4巻では完成した「イレブン」と、一つになれない人々、そして燃え尽きた筈の太陽の異変を巡る物語が繰り広げられた。

## 登場人物
村田 耕平（むらた こうへい）ウィスパー研究所に所属する科学者。郁美と婚約し、その報告の為に彼女の故郷である金沢に訪れる所から物語は始まる。
1巻で郁美が行方不明になった後、いつか帰ってくる彼女の為に地球自体を花束にしようと、一人コロニーには移住せず金沢のスリーピングセンターで人工太陽の製作に打ち込む。
何か事があると怪我をしていて、1巻では右手を骨折、3巻では肋骨にヒビが入ったりしている。
波原 郁美（なみはら いくみ）ウィスパー研究所に所属する科学者。耕平と婚約していたが、1巻で他のメンバーと人工太陽製作の為コロニーへ向かうシャトルの中事故に遭い、50人の科学者と共に行方不明となる。
3巻で無事帰還するが、彼女の存在は耕平達にとって大きな心の支えとなる。
波原 一太（なみはら いちた）ウィスパー研究所に所属する動物学者であり、郁美の実兄。
政府が極秘裏に進めていたコロニー計画をいち早く知り、仲間達に知らせようとするが政府関係者に襲われ行方不明となる。しかし実は裏で政府の邪魔をし続け、仲間達とともに氷河期の海を「海賊」の形で乗り切った。3巻で耕平達と再会、イレブン開発の協力をする。
前島 菜々美（まえじま ななみ）自称「社交性過剰」な少女。郁美の高校時代の後輩で、みどり・輝美子とは高校からの友人同士。一人でいる時間が嫌いな為膨大な本を読み、一人でこれだけの時間を過ごさなければいけないと示されるようで、時計を身につけない。
1巻では外語学校での実力を買われ、太陽異変に関する国際会議の通訳として時代を見つめる。2巻以降ではスリーピングセンターで眠る人々の健康管理をする「フェアリ」として働く。
遥 みどり（はるか みどり）菜々美曰く「社交性欠如」の少女。内気で人見知りが激しく、いつも菜々美達の後ろに隠れているような子だった。
しかし時代が激しく移り行く中、恋人・賢二への思いを確認するが混乱の中彼は行方不明となる。
彼を探すため「フェアリ」を志願するが見つからない日々が続く。「彼と出会う日まで元気でいよう、だから太陽を作るのに協力しよう」と頑張り、時には原子力潜水艦に突撃を仕掛け、ミサイルの爆風に吹き飛ばされ全身打撲で一時は危篤状態にまで陥るが、何とか持ち直す。しかし4巻ではその後遺症で車椅子生活を送る。
倉橋 輝美子（くらはし きみこ）菜々美曰く「社交性ゼロ」の少女。人と付き合うよりも動物と一緒にいる事を好み、氷河期に突入する時には動物達を助ける為「フェアリ」を志願し、施設で密かに飼育していた。
郁美の兄・一太に惹かれる。
田所 竜一（たどころ りゅういち）氷河期がなければ元気に学校に通っていたであろう元気いっぱいの少年。耕平たちとは最後の夕日が沈む浜辺で会う。その時愛犬のセントバーナード･ドリームがお産をし、それを耕平達に手伝ってもらった。生まれた子犬は一匹のみで「ホープ」と名づけられる。
混乱の中両親とはぐれ、彼らと会う為に耕平の助手として太陽製作に協力し、自分のベッドには愛犬達を入れた。コンピューターが得意で、ハック用のプログラム「ファーブル」を自力で開発したほどの実力者。
松戸 拓（まつど たく）スリーピングセンターの警備を担当する「ウォーキー」。耕平とは以前からの知り合いで、金沢に一人残り研究をしたいという彼の申し出に、規則違反を知りながら部屋を与えた。規則にはうるさいが思い込みが激しいのもまた事実で、「目覚まし時計」はセンターに危害を及ぼす物として打ち上げを断固阻止しようとした。しかし打ち上げに成功してからは、協力的となる。
フリル一太が率いる海賊団の旗船である帆船のオーナーであり、航海士。初登場時（3巻）ではメリー・アンを名乗っていたが、松戸に本名を明かす。
その正体は「第二のノアの方舟」の唯一の人類としての乗員で、何千年もの間眠りにつきながらも、目覚める時、船を海に浮かべる時はその時代の文明を滅ぼすという宿命を負っていた（このエピソードは作者の『タイム・トラブル・プリンセス』に詳しい）。
しかし太陽の異変に伴いその使命から解放された模様。地球や生物との意思の疎通能力は当作品でも活かされている。
ウィスパー耕平たちの上司で、世界的にも有名な科学者。世界中の天文台が出した恐るべき観測「太陽が数年後に燃え尽きる」の意見の分析をされる。氷河期突入後は宇宙コロニーへ移動、そこで研究を進めるが無気力となった政治家達に絶望する。しかし地球上での耕平達に刺激され、何かとサポートをする。
矢崎 賢二（やざき けんじ）みどりの恋人。太陽消滅のパニックの中、行方不明となる。
実は生きてはいたが誤報でみどりが死んだと誤解し、自暴自棄の生活を送って仲間達と共にストリートギャングまがいのことをしながら氷河期を生き延びる。

## 単語
- 太陽

物語はこの恒星が数年後に燃え尽きるという信じられない事実から始まる。
人々は代わりになる人工太陽を作り上げようと四苦八苦する事になるが、最後の最後で太陽から最高のプレゼントが地球に贈られる。
- 人工太陽

2巻では「目覚まし時計」を、3巻以降は「イレブン」を指す言葉となる。
「目覚まし時計」は半年間の朝を、「イレブン」は恒久的な朝を人々に与える。その製造には沢山の人々の思いが、夢が詰め込まれ、打ち上げた人々の目には涙が浮かぶ。
「目覚まし時計」は金沢で、「イレブン」は南極で打ち上げられた。
- アリス

世界に散らばるスリーピングセンターを管理するコンピューター、それの言わば母体でありアメリカにある。製作者の名がルイス、最初のコンピューターの名前はAから始まるということでアリスと名づけられる。
物知らずで松戸との「幽霊」に対する問答を誤解し、一時は金沢スリーピングセンターは閉鎖一歩手前まで追い込まれることになった。
その後耕平をアメリカを自分の元へ呼ぶ為「郁美は生きている」という嘘の情報を流し始める。しかしその行動はアメリカへ彼を来させる事であり、彼女のもう一つの一面、アメリカの国防に反する行動であったが為彼女はだんだん狂いだす事になる。
- 南極

地球に氷河期の終わりを告げる場所、として計画が発動した当時から選ばれていた。ここで打ち上げれば誤差もなく、新しい時代が訪れた際に地球上を襲う大洪水にも耐えられると判断された。実際打ち上げに関わった人々のほとんどはここで新しい時代の産声を聞くことになる。
地下で黄金の洞窟が発見され、太陽のブラックホール化に際しては、ほとんどの人々がこの地下で熱波から避難した。
- メイ・フラワー号

氷河期を迎えた地球、それを打開する為人工太陽計画は動き出す事になるが、氷河期の間科学者が太陽を製作する為に宇宙空間に作られたコロニー。実際は選ばれた者、政治家達が地球を捨てる形で作られたものにすぎなく、この計画を知ってしまったが為に一太は命を狙われた。
4巻では太陽のブラックホール化を知ったアメリカ大統領により銀河系脱出を強行させられるが間に合わず、太陽のブラックホール化に立ち会う。しかし彼らは文字通り歴史的瞬間を目撃することになる。
- ブラックホール

燃え尽きた太陽がなった物理現象。すべての光を、物質を飲み込む筈だった。しかしそこで待っていたものは全ての人々の想像を絶する『夢』を実現化する。
- 夢

地球が、そして太陽が氷河期の眠りの中で見たもの。
地球の『夢』は時にはメルヘンチックな、ある時は嵐が吹きずさぶ悪夢だった。
「太陽が見た夢」は最終章のタイトルであり、新しい世界への創造への原動力となった。